# Mycaranthes sonkaris
Mycaranthes sonkaris là một loài thực vật có hoa trong họ Lan. Loài này được (Rchb.f.) Rauschert mô tả khoa học đầu tiên năm 1983.